# 宋贵伦
宋贵伦（1960年—），河北新河人，汉族，中华人民共和国政治人物，第十一届全国人民代表大会北京地区代表。
毕业于中共北京市委党校。中国共产党党员。2008年，当选为全国人大代表。